# Barraca de vinya (Gaià)
La Barraca de vinya és una obra de Gaià (Bages) inclosa a l'Inventari del Patrimoni Arquitectònic de Catalunya.

## Descripció
Barraca de planta quadrada i construïda de pedra. Coberta de fusta, pedra i fang. Orientada al sud.

## Història
Encara que la barraca està en un camp de blat, possiblement era vinya abans de la fil·loxera. Encara que la barraca podia esser posterior doncs hi ha una pedra que senyala la data de 1906.